# Kübekháza
Kübekháza là một thị trấn thuộc hạt Csongrád, Hungary. Thị trấn này có diện tích 27,31 km², dân số năm 2010 là 1537 người, mật độ 56 người/km².